# Bestandsbeheer

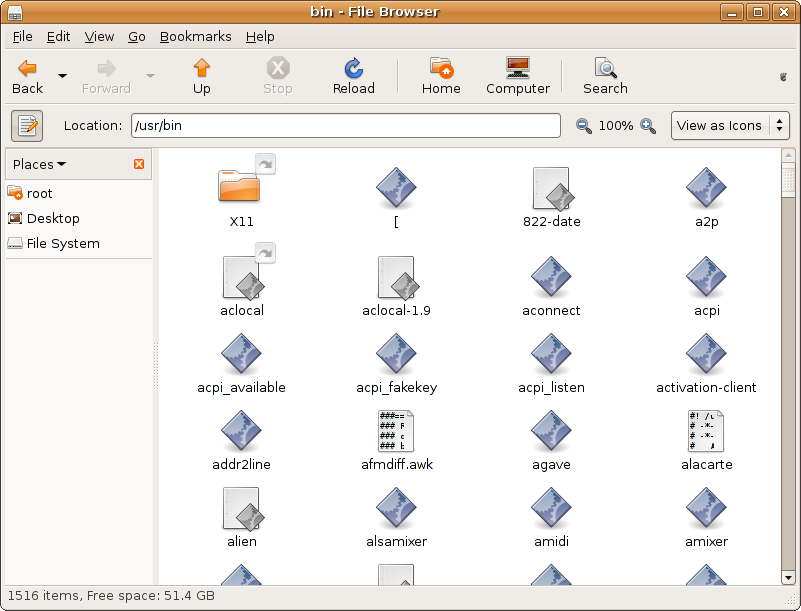
Nautilus, bestandsbeheer van GNOME onder Linux

Bestandsbeheer biedt de mogelijkheid om bestanden op een digitaal medium te beheren, inclusief USB-sticks, harde schijven enzovoort. Hierbij valt te denken aan het verplaatsen van bestanden door middel van kopiëren/knippen en plakken. De meeste computerprogramma's voor bestandsbeheer geven bestanden weer in een hiërarchische volgorde of structuur. Een bestandsbeheerder wordt meestal meegeleverd met een besturingssysteem. Een bestandsbeheerder bevat meestal netwerkmogelijkheden zodat gedeelde mappen ook geopend kunnen worden.

## Software
Windows:
- Windows Verkenner (meegeleverd)
- Total Commander

Linux:
- Dolphin (meegeleverd met KDE)
- GNOME Commander
- Konqueror (vroeger meegeleverd met KDE)
- Krusader
- Midnight Commander
- Nautilus (meegeleverd met GNOME)
- PCManFM (meegeleverd met LXDE)
- Thunar (meegeleverd met Xfce)
- Caja (meegeleverd met Mint)

Mac:
- Finder (meegeleverd)